# François-Médard de Poularies
François-Médard de Poulhariez, né le 27 mars 1717 à Limoux et mort le 16 décembre 1803 à Toulouse, est un officier dans les troupes régulières françaises. Il passe en Nouvelle-France avec Montcalm, commandant des troupes régulières françaises et de leurs alliés indiens.

## Biographie
François Médard de Poulhariez de La Réole est le fils de Louis de Poulhariez de La Réole, seigneur de Chalabre, consul de Limoux, et de Jeanne d'Estevenel.

### Carrière militaire
Sa carrière dans les troupes de terre en France est déjà longue. Au Canada, en mars 1757, il commande cinq Piquets, soit 250 des meilleurs hommes des troupes régulières choisis parmi tous les soldats français des différents bataillons. Le projet est proposé par Montcalm depuis le 13 janvier 1757 au gouverneur Vaudreuil. Le but était d'organiser une opération mixte comprenant 800 hommes, soldats de marine, miliciens, indiens et soldats réguliers commandés par un officier français. Le raid aurait permis de concilier les méthodes de combats et de démontrer que les troupes régulières avaient la capacité et l’endurance pour les longues expéditions dans les conditions extrêmes. Mais le gouverneur n'est pas d'accord ; il décide d'en faire une affaire canadienne avec environ 1600 hommes. Montcalm est déçu mais des troupes françaises participeront quand même. L'expédition est commandée par François-Pierre de Rigaud de Vaudreuil (frère du gouverneur), qui inclut également 300 soldats des troupes de la marine, 650 miliciens et 300 indiens.

### L'expédition
Le premier siège du Fort William Henry est une expédition hivernale pour tenter de capturer le fort par surprise et, sinon, détruire les équipements autour du fort et y mettre le feu. Les attaquants se réunissent au Fort Saint-Jean en février, parcourent 160 km et s’arrêtent à Carillon le 9 mars pour quelques jours à cause d'une tempête et pour s'équiper de 300 échelles. Le 17 mars, Poulhariez, Bougainville, Jean-Daniel Dumas et plusieurs hommes vont reconnaître le fort et réalisent que les Anglais sont sur le qui-vive. Une attaque est donc impossible, mais les Franco-indiens décident de détruire par le feu les bateaux en construction et les bâtiments extérieurs. Le 22 mars, une tempête de neige les oblige à abandonner et à retourner à Carillon. L'attaque a permis de détruire de nombreux équipements, retardant les plans des Anglais. Quelques mois plus tard, Poulhariez combat à la bataille de Fort William Henry, ensuite à la bataille de Fort Carillon. Il est également au siège de Québec (1759) et à la bataille des Plaines d'Abraham.

## Hommages
- Poularies, en Abitibi-Témiscamingue, au Québec, au Canada.
- Rivière Poularies, en Abitibi-Témiscamingue, au Québec, au Canada.
- Poularies (canton), en Abitibi-Témiscamingue, au Québec, au Canada.
- Lac Poularies, en Abitibi-Témiscamingue, au Québec, au Canada.